# Allersdorf (Schierling)
Allersdorf ist ein Gemeindeteil des Marktes Schierling im Landkreis Regensburg (Oberpfalz, Bayern). Das Kirchdorf Allersdorf war bis 1973 Sitz der gleichnamigen Gemeinde.

## Geschichte
Die heutige katholische Filialkirche Mariä Himmelfahrt wurde 1731 erbaut, der Turm stammt aber aus der zweiten Hälfte des 13. Jahrhunderts. Die Gemeinde Allersdorf entstand mit dem bayerischen Gemeindeedikt von 1818 mit den Teilorten Allersdorf, Deutenhof und Winkl. Am 1. Januar 1973 wurde Allersdorf nach Schierling eingemeindet.

## Sehenswürdigkeiten
In der Liste der Baudenkmäler ist die katholische Filialkirche Mariä Himmelfahrt aufgeführt.